# Souleymane Tandia
Souleymane Tandia (Dakar, 1986. november 30. –) szenegáli labdarúgó, játszott a Budapest Honvédban is.

## Sportpályafutása

### A Budapest Honvédban
2012. október 10-én debütált a Honvéd felnőtt csapatában, a Pápa ellen. 2013 nyarától Franciaországban keresett magának csapatot, ezért a megvált a Honvédtól.